# 타타르스탄 공화국의 행정 구역
다음은 타타르스탄 공화국의 행정 구역에 관한 설명이다.
- 공화국 지정 도시
  - 카잔(수도)
    - 구
      - 아비아스트로이텔니구
      - 키롭스키구
      - 모스콥스키구
      - 노보사비놉스키구
      - 프리볼시스키구
      - 소베츠키구
      - 바히톱스키구

  - 알메티옙스크
  - 아즈나카예보
  - 바블리
  - 부굴마
  - 부인스크
  - 치스토폴
  - 레니노고르스크
  - 나베레주니예첼니
  - 니즈네캄스크
  - 누를라트
  - 옐라부가
  - 자인스크
  - 젤레노돌스크
- 군
  - 아그리스키군
    - 아그리스

  - 악수바옙스키군
    - 악수바예보

  - 악타니시스키군
  - 알렉세옙스키군
    - 알렉세옙스코예

  - 알케옙스키군
  - 알메티옙스키군
    - 니즈냐야막타마

  - 아파톱스키군
    - 아파스토보

  - 아르스키군
    - 아르스크

  - 아트닌스키군
  - 아즈나카옙스키군
    - 악튜빈스키

  - 발타신스키군
    - 발타시

  - 바블린스키군
  - 부굴민스키군
    - 카라바시

  - 부인스키군
  - 체렘샨스키군
  - 치스토폴스키군
  - 드로시사놉스키군
  - 캄스코우스틴스키군
    - 캄스코예우스티예
    - 쿠이비솁스키자톤
    - 테니셰보

  - 카이비츠키군
  - 쿠크모르스키군
    - 쿠크모르

  - 라이솁스키군
    - 라이셰보

  - 레니노고르스키군
  - 마마디시스키군
    - 마마디시

  - 멘델레옙스키군
    - 멘델레옙스크

  - 멘젤린스키군
    - 멘젤린스크

  - 무슬류몹스키군
  - 니즈네캄스키군
    - 캄스키예폴랴니

  - 노보셰시민스키군
  - 누를라츠키군
  - 페스트레친스키군
  - 리브노슬로보츠키군
    - 리브나야슬로보다

  - 사빈스키군
    - 보가티예사비

  - 사르마놉스키군
    - 잘릴

  - 스파스키군
    - 볼가르

  - 테튜시스키군
    - 테튜시

  - 투카옙스키군
  - 튤라친스키군
  - 베르흐네우슬론스키군
    - 인노폴리스

  - 비소코고르스키군
  - 옐라부시스키군
  - 유타진스키군
    - 우루수

  - 자인스키군
  - 젤레노돌스키군
    - 니즈니예뱌조비예
    - 바실례보